# Geosternbergia
Geosternbergia del período geológico Cretácico Superior de Norteamérica, fue uno de los mayores géneros de pterosaurios y tenía una envergadura de más de 6 metros.

## Descripción

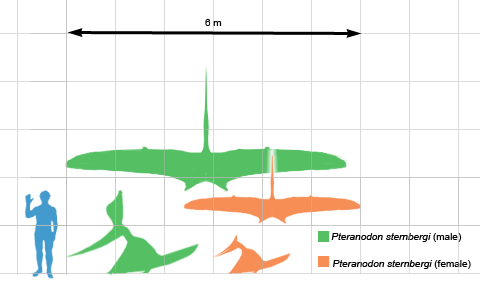
Tamaños de un macho (verde) y hembra (naranja) de G. sternbergi comparados con un humano

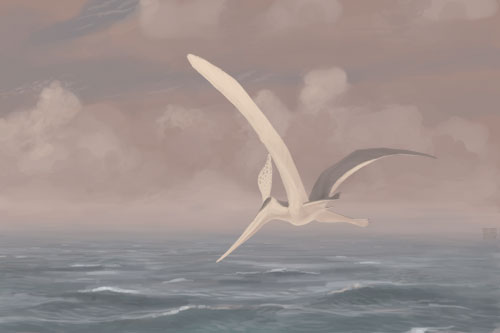
Reconstrucción artística de G. sternbergi

Geosternbergia estaba entre los mayores pterosaurios, con varios adultos rondadno entre los 3 y los 6 metros de envergadura. Aunque muchos especímenes se han hallado dañados, existen suficientes fósiles como para proveer una detallada descripción del animal.
La característica más distintiva de Geosternbergia es su cresta craneal. Dicha cresta consiste de huesos craneales (frontales) que se proyectaban hacia arriba y hacia atrás del cráneo. El tamaño y forma de la cresta variaba debido a ciertos factores, incluyendo edad, sexo y especie. Los machos de G. sternbergi, la especie más antigua de las dos descritas hasta la fecha, tienen una gran cresta vertical con una amplia proyección delantera, mientras que  G. maysei tenía una cresta vertical corta y redondeada de menor tamaño. Las hembras de ambas especies era menores y tenían crestas más pequeñas y redondeadas. Las crestas eran probablemente estructuras de exhibición, aunque bien pudieron haber tenido otras funciones.
Los fósiles de Geosternbergia son conocidos de las formaciones Niobrara y Sharon Springs del centro de Estados Unidos. Geosternbergia existió como grupo por más de cuatro millones de años durante las etapas de finales del Coniaciense hasta principios del Campaniense en el período Cretácico. El género está presente en la parte inferior de la formación Niobrara excepto por las dos superiores; en 2003, Kenneth Carpenter proveyó la distribución y datación de fósiles en esta formación, demostrando que Geosternbergia sternbergi existió en el lapso de entre 88-85 millones de años, mientras que la especie más tarde nombrada G. maysei existió entre 81.5 a 80.5 millones de años.
Geosternbergia se distingue de Pteranodon mayormente por su cresta vertical. La mandíbula inferior de G. sternbergi medía 1.25 metros de largo. Fue recolectada por George F. Sternberg en 1952 y descrita por John Christian Harksen en 1966, de la parte inferior de la formación Niobrara. Es más antiguo que Pteranodon longiceps y es considerado por Bennett como el ancestro directo de esta última especie.

## Clasificación
Geosternbergia fue tradicionalmente considerado como una especie, u ocasionalmente como un subgénero del muy similar pterosario Pteranodon, en muchos de los mayores estudios sobre pteranodóntidos a través de la década de 1990. Sin embargo, una revisión en 2010 hecha por A.W.A. Kellner sugirió que Pteranodon sternbergi era lo suficientemente distinto de P. longiceps como para ser ubicado en un género distinto, el cual Kellner además refirió a una nueva especie, Geosternbergia maysei. Anteriormente, el investigador de pterosaurios Chris Bennett había considerado al espécimen de G. maysei un macho adulto de P. longiceps.

## Paleobiología

### Variación sexual

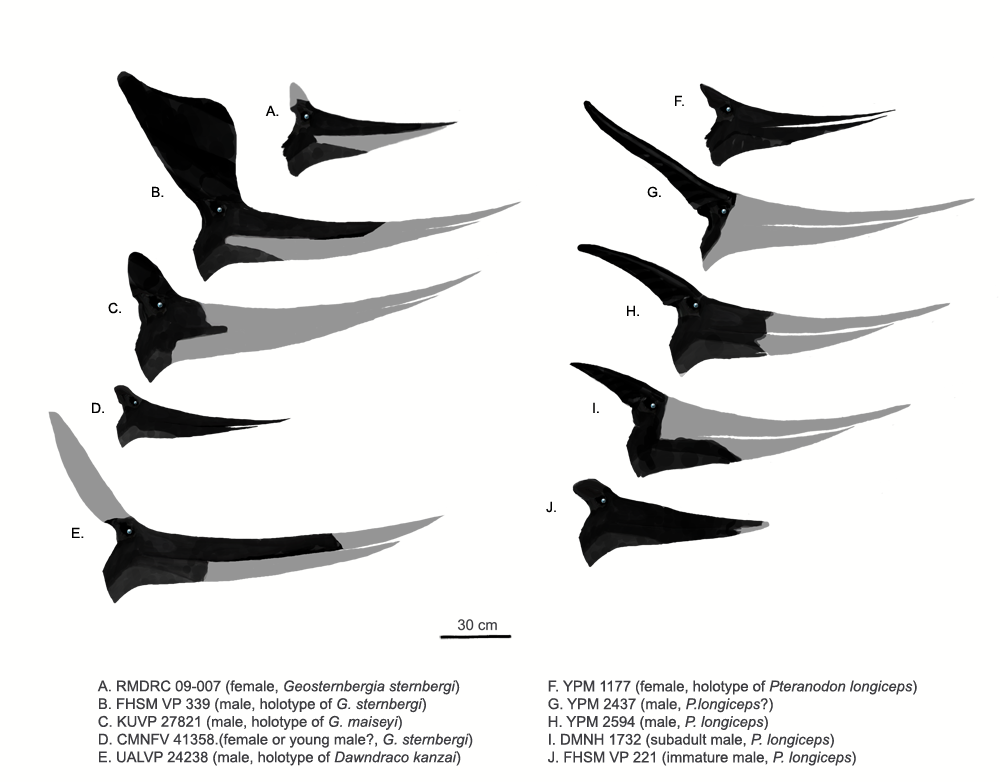
Variaciones en la anatomía craneal de pteranodóntidos por género, edad y especies (dibujos a escala)

Los ejemplares adultos de Geosternbergia pueden ser divididos en dos grupos según su tamaño, grandes y pequeños, siendo el grupo "grande" una vez y media mayor que el "pequeño", y los menores siendo el doble de comunes que los grandes. Ambos grupos de tamaño vivieron uno al lado del otro, y aunque algunos investigadores habían sugerido anteriormente que representaban especies diferentes, Christopher Bennett mostró que las diferencias entre estos son más consistentes con la idea de que representan machos y hembras, y que las especies de Geosternbergia eran sexualmente dimórficas. Los cráneos del grupo grande poseen grandes crestas que apuntaban hacia arriba y hacia atrás, mientras que las crestas de la clase de menor tamaño son más pequeñas y triangulares. Algunos cráneos más grandes también muestran evidencia de una segunda cresta que se extiende larga y baja, hacia la punta del pico, que no se observa en los especímenes más pequeños.
El género de los distintos grupos por tamaño no fue determinado con base a los cráneos, sino por los huesos pélvicos. Contrario a lo que se podría esperar, el grupo de menor tamaño tenía caderas desproporcionadamente grandes y anchas. Bennett interpretó esto como un indicador de que tenían un amplio oviducto, a través del cual pasaban los huevos. Él concluyó que el grupo de menor tamaño con crestas triangulares pequeñas eran las hembras, mientras que el grupo mayor de grandes crestas eran los machos.
Tengáse en cuenta que el tamaño total y el tamaño de la cresta también corresponde a la edad. Ejemplares inmaduros son conocidos de las hembras y los machos y los machos inmaduros a menudo tienen pequeñas crestas similares a las hembras adultas. Por lo tanto, parece que las crestas de las grandes sólo se desarrollaban en los machos cuando llegaron a su gran tamaño adulto, por lo que el género de los ejemplares inmaduros difícil de establecer a partir de restos parciales.
El hecho de que las hembras parecen superar en número a los machos por uno a dos sugiere que, como en animales modernos que tienen la misma proporción de tamaño relacionado con el dimorfismo, como los leones marinos y otros pinípedos, Geosternbergia puede haber sido polígamo, con unos pocos machos compitiendo por asociarse con grupos consistentes en un gran número de hembras. Igual que en los pinípedos modernos, Geosternbergia puede haber competido para establecer colonias en territorios rocosos, costa afuera, con los machos más grandes y de mayor cresta logrando gnar la mayor parte del territorio y con más éxito en el apareamiento con las hembras. Las crestas de los machos de Geosternbergia pudieron no haberse usado en las competencias, sino que eran más bien "símbolos visuales de rango", con rituales de exhibición tomando el lugar de las competencias físicas con otros machos. Si esta hipótesis es correcta, es también probable que los Geosternbergia machos participaran poco o nada de la crianza de los jóvenes; dicho comportamiento no se encuentra en los machos de animales polígamos modernos que engendran muchas crías a en un mismo período.